# كمال أيدين
كمال أيدين (بالتركية: Kemal Aydın)‏ (19 يناير 1934 في تركيا - ) هو لاعب كرة قدم تركي في مركز الدفاع. لعب مع غنتشلربيرليغي.